# Maurice Manificat
Maurice Manificat, född 4 april 1986 i Sallanches, är en fransk före detta längdskidåkare som tävlade från år 2004 till 2024. Han var heltidsanställd idrottsman i statlig tjänst, anställd vid det franska tullverket. 

## Prestationer
Manificats första världscupseger är en dubbeljakt över 15+15 km i Lahtis den 6 mars 2010. Han slutade 47:a i dubbeljakten vid Världsmästerskapen 2009 i Liberec. Vid de olympiska vinterspelen 2010 i Vancouver slutade han på en fjärdeplats med Frankrikes stafettlag i stafetten över 4x10 km. I stafetten vid olympiska vinterspelen 2014 vann Manificat brons tillsammans med Jean-Marc Gaillard, Robin Duvillard och Ivan Perrillat Boiteux.
I januari 2018 blev han uttagen att tävla för Frankrike under olympiska vinterspelen 2018 i Pyeongchang.
Vid OS tog Manificat ett lagbrons i långa stafetten. Manificat åkte andrasträckan i det franska lag som försvarade sin bronsmedalj från OS i Sotji.

## Världscupssegrar

### Individuellt (6)
| Datum       | Land     | Ort        | Disciplin                 |
| ----------- | -------- | ---------- | ------------------------- |
| 6 mars 2010 | Finland  | Lahtis     | Dubbeljakt 15+15 km       |
| 10 dec 2012 | Kanada   | Canmore    | Dubbeljakt 15+15 km       |
| 14 dec 2013 | Schweiz  | Davos      | 30 km Individuell Fristil |
| 23 jan 2016 | Tjeckien | Nové Mesto | 15 km Individuell Fristil |
| 10 dec 2017 | Schweiz  | Davos      | 15 km Individuell Fristil |
| 26 jan 2019 | Sverige  | Ulricehamn | 15 km Individuell Fristil |